# Alter Jüdischer Friedhof (Kiel)

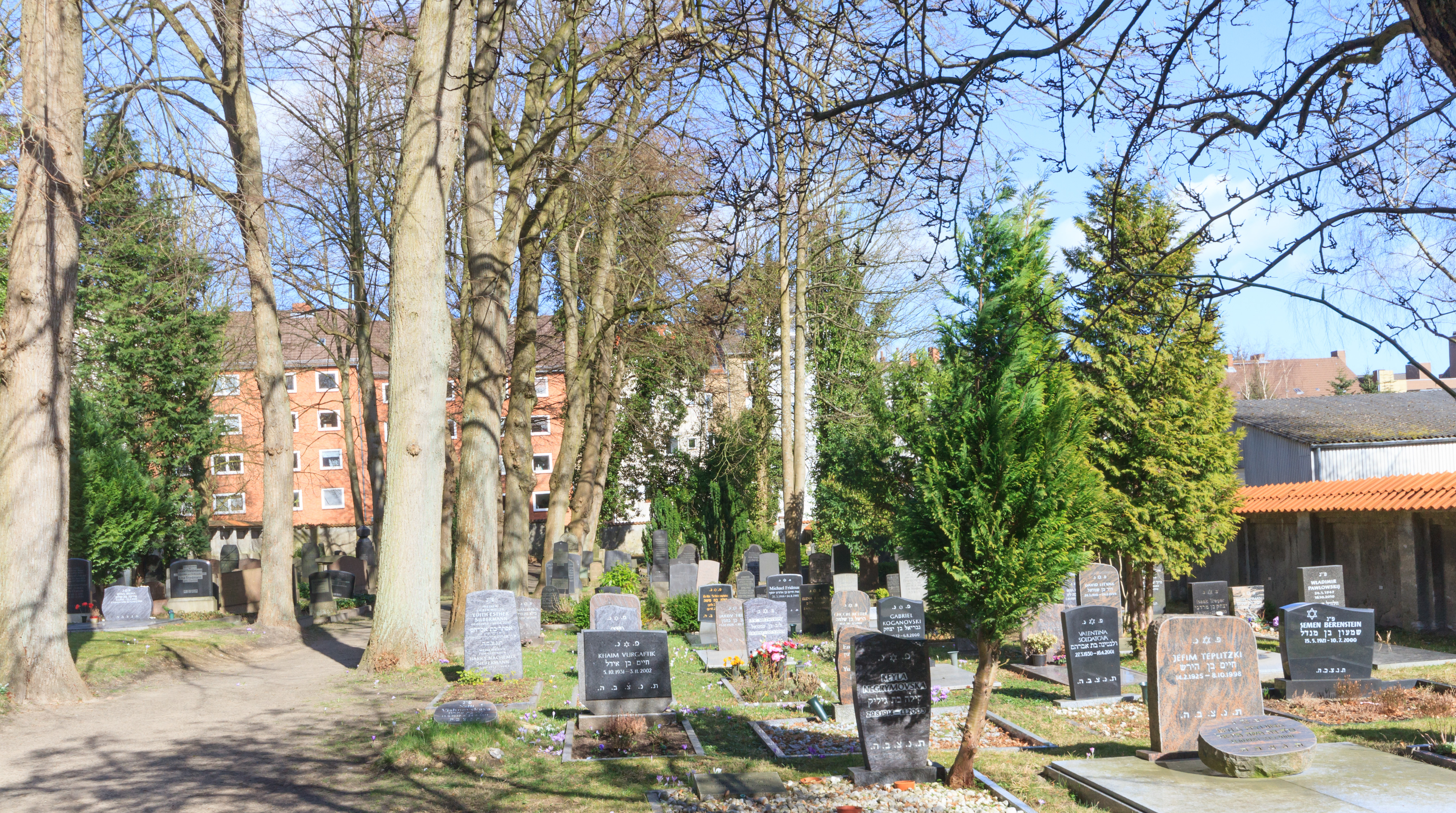
Blick über das Gelände

Der Alte Jüdische Friedhof von Kiel liegt an der Michelsenstraße etwa 250 m östlich des allgemeinen Südfriedhofes. Das Areal hat die für jüdische Friedhöfe typische Hinterhoflage. Er ist in Benutzung. Der Alte Jüdische Friedhof ist durch eine hohe Mauer umfriedet und nicht öffentlich zugänglich. Nach dem Untergang der jüdischen Gemeinde in der Zeit des Nationalsozialismus wurde der Friedhof wenig genutzt. 2004 gründeten sich zwei neue jüdische Gemeinden in Kiel, die sowohl den Friedhof an der Michelsenstraße als auch weitere Begräbnisplätze an der Eichhofstraße nutzen.

## Geschichte
Obwohl schon seit dem 17. Jahrhundert Juden in der Stadt lebten, war ihnen die öffentliche Religionsausübung lange verwehrt worden. Gottesdienste waren bis 1867 nur in privat eingerichteten Betstuben möglich und verstorbene Kieler Juden wurden bis Mitte des 19. Jahrhunderts in Rendsburg begraben.

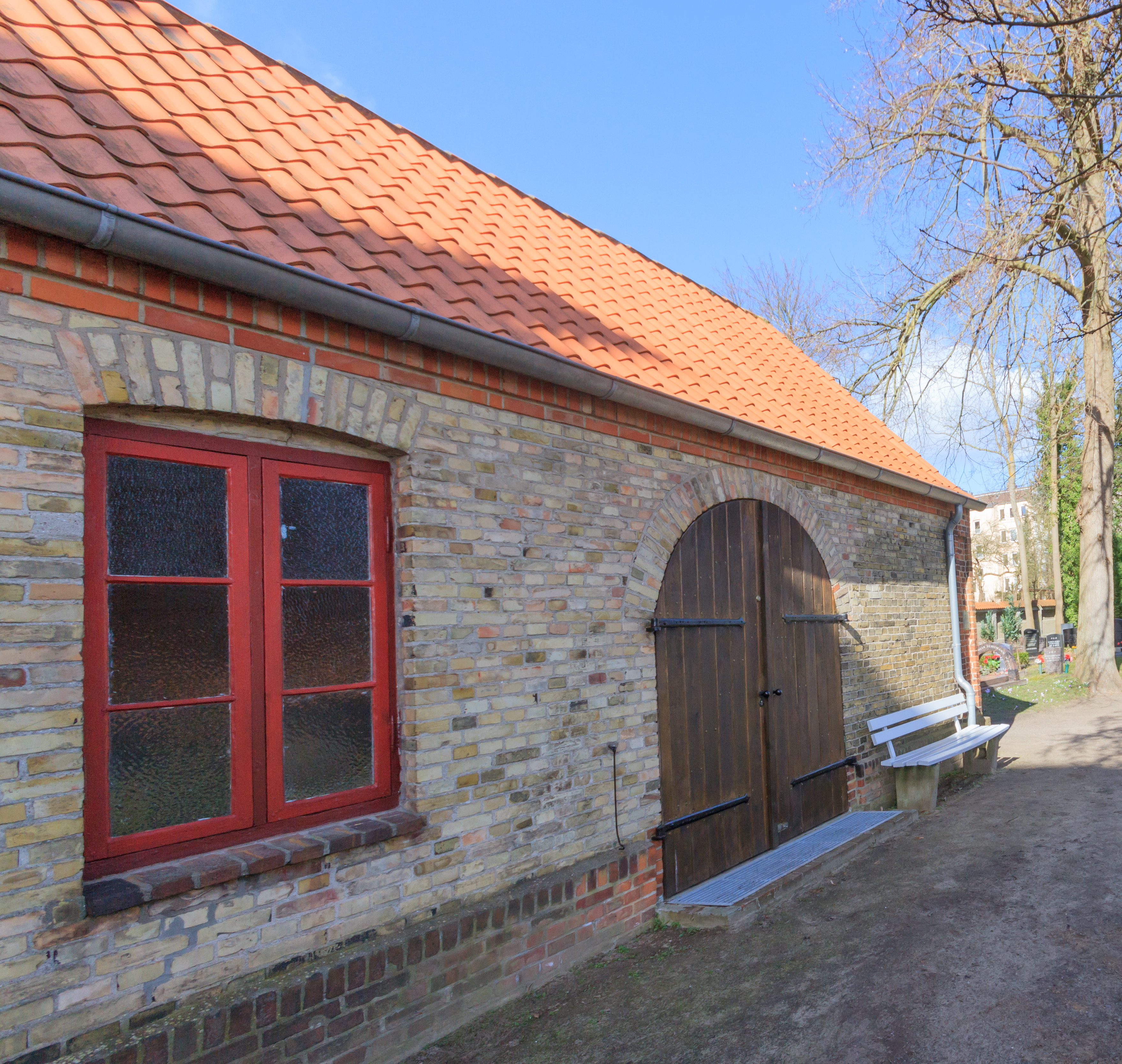
Die 1887 errichtete Leichenhalle mit dem Andachtsraum.

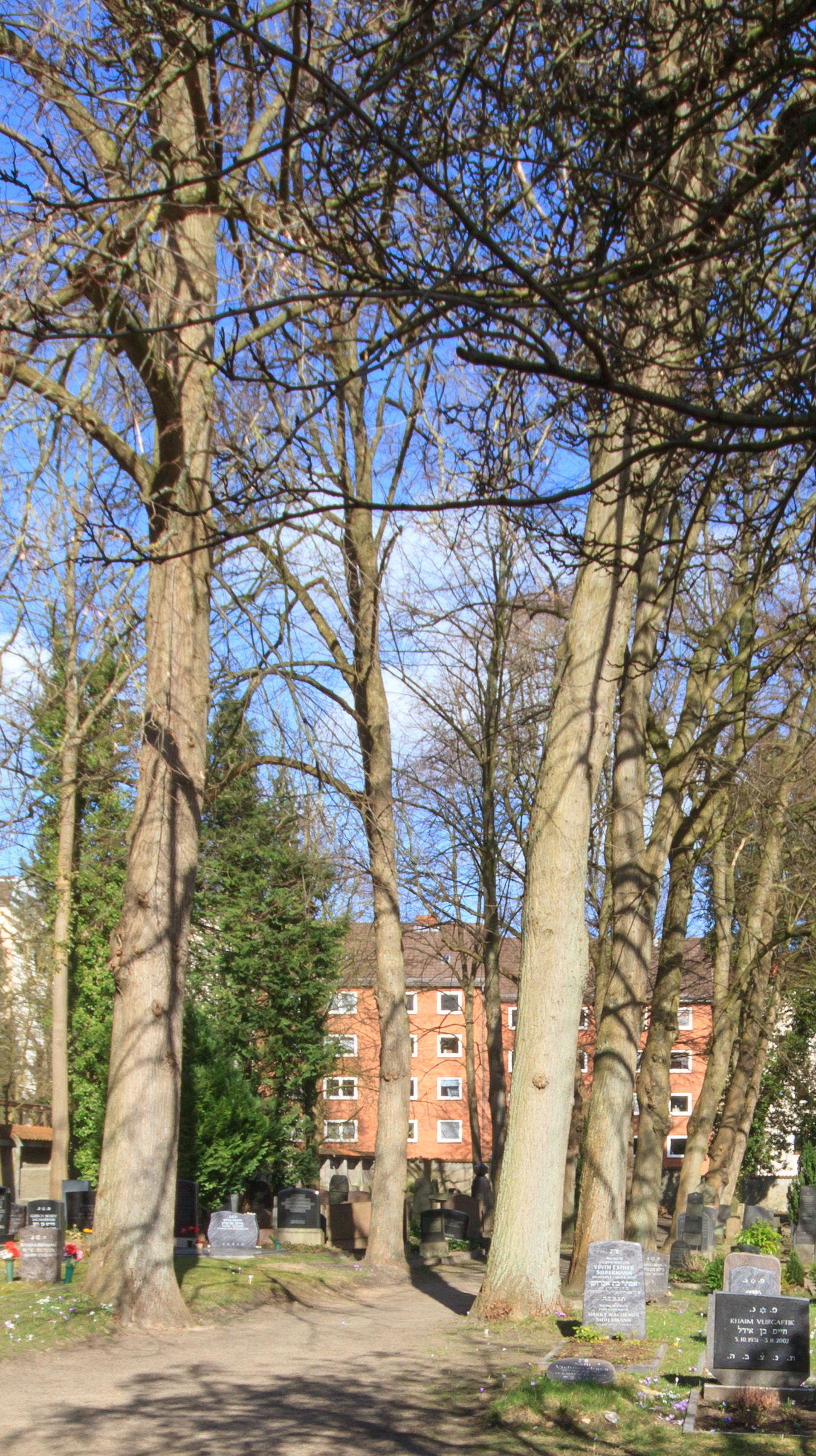
Die Baumallee auf dem Mittelweg ließ der damalige Gemeindevorsteher Julius Lask anpflanzen.

Schon vor der Gründung einer eigenständigen Gemeinde erwarben die örtlichen Juden das etwa 2010 Quadratmeter große Areal an der Michelsenstraße mit Erlaubnis des Königs und des Magistrats der Stadt Kiel. Am 13. März 1852 beauftragten 19 Personen dafür den Geldwechsler Adolph Samson und den Handelsmann Jacobi Hirsch als Bevollmächtigte und beurkundeten dies notariell. Auf dem Grundstück sollten künftig die Juden aus Kiel und Brunswik (seit 1869 ein Stadtteil Kiels) ihre letzte Ruhestätte finden und zwar sowohl die gegenwärtigen als auch künftigen, wie es in der Vollmacht ausdrücklich hieß. Am 8. Juli 1852 schlossen die beiden Bevollmächtigten schließlich den Vertrag mit der Vorbesitzerin Magdalena Dorothea Repenning über den Kauf „von der ihr gehörigen, auf dem Papenkamp unter Nr. 14 A. belegenen, die früheren Nummern 70, 71 und 72 des Papenkamps enthaltenen Koppel einen Flächenraum von einhundert und zwanzig Quadratruthen“. In dem Vertrag werden weiterhin die Kaufsumme, die Verpflichtung der Umfriedung des Areals, die Abgaben für das Landstück und die sonstigen Kosten, die von den Käufern zu tragen sind, genannt, nicht aber, dass das Grundstück künftig als Friedhof dienen soll. Am 29. Juli bestätigte der Magistrat der Stadt Kiel den Kauf durch die Israelitische Gemeinde. Die Verwaltungsspitze wusste, dass die Käufer an der Michelsenstraße einen Friedhof einrichten wollten. Anderthalb Jahre später rügte der Magistrat in einem Schreiben an die Käufer Adolph Samson und den Jacobi Hirsch, dass diese sich als Bevollmächtigte der Israelitischen Gemeinde ausgegeben hätten, die zu diesem Zeitpunkt gar nicht existierte. Aus dem Brief geht zudem hervor, dass der dänische König Friedrich VII. den Kauf und die Einrichtung des Friedhofs nachträglich genehmigt hat, der ab dem Kauf als Begräbnisplatz genutzt wurde. Erst nach dem Deutsch-Dänischen Krieg von 1864 konnte sich in der nun preußischen Provinz Schleswig-Holstein im Jahre 1867 offiziell eine Gemeinde gründen.
Die Leichenhalle mit kleinem Andachtsraum ließ die Gemeinde im Jahre 1887 nach Plänen des Architekten C. Amelow auf dem Friedhof errichten. Sie löste einen einfachen Holzschuppen ab, der seit 1876 auf dem Gelände stand. In dem Gebäude befindet sich eine Gedenktafel für die Kriegstoten. Die Baumallee auf dem Mittelweg ließ der damalige Gemeindevorsteher Julius Lask gegen Ende des 19. Jahrhunderts anpflanzen, nachdem er dafür angeblich eine anonyme Spende erhalten hatte. Nach seinem Tod kam heraus, dass Lask selbst der Wohltäter war.
Bis zum Untergang der Gemeinde in der Zeit des Nationalsozialismus fanden 379 Begräbnisse statt. Der Friedhof wurde bis zum Ende des Zweiten Weltkrieges mehrfach geschändet. Rund 230 historische Grabsteine sind erhalten. Auf diesen waren die Grabinschriften bis zum Ende des Ersten Weltkrieges in deutscher, danach fast ausschließlich in hebräischer Sprache verfasst. Lediglich die Namen wurden während der Weimarer Republik weiterhin auf Deutsch geschrieben. Dies änderte sich nach 1933, als man wieder dazu überging, die gesamte Grabinschrift auf Deutsch zu verfassen. Auf drei Grabsteinen ist das Symbol der segnenden Priesterhände zu sehen, das auf Angehörige des Priesterstammes der Kohanim (mit dem Beinamen Kohen oder KaZ) hinweist. Elf Grabsteine tragen den Davidstern, der, bevor er zum allgemein-jüdischen Symbol wurde, auch zur Verbildlichung des Namens David genutzt wurde. Während des Zweiten Weltkrieges wurden Friedhof und Trauerhalle durch Bomben verwüstet. 1947 richteten zurückgekehrte Juden den Friedhof wieder her und ließen die Leichenhalle wieder aufbauen.
Nach dem Zweiten Weltkrieg fanden nur wenige Bestattungen statt. In der Zeit von 1973 bis Ende der neunziger Jahre war er sogar geschlossen. 2004 gründeten sich zwei neue jüdische Gemeinden in Kiel, die sowohl den Friedhof an der Michelsenstraße als auch weitere Begräbnisplätze an der Eichhofstraße nutzen. Dort stehen der orthodoxen jüdischen Gemeinde Kiel mit ihren derzeit 460 Mitgliedern auf dem Gelände des alten Urnenfriedhofs ein etwa 500 Quadratmeter großes Flurstück sowie der liberalen jüdischen Gemeinde Kiel mit ihren aktuell etwa 130 Mitgliedern ein etwa 250 Quadratmeter großes Flurstück zur Verfügung.